# Prekmurjerepubliek
De Prekmurjerepubliek (Sloveens: Murska Republika, Prekmurees: Republika Szlovenszka okroglina, Hongaars: Vendvidéki Köztársaság) was een kortstondige republiek op het grondgebied van het huidige Sloveense landsdeel Prekmurje. 
De republiek werd door de Sloveense leraar Vilmos Tkálecz op 29 mei 1919 uitgeroepen vanaf het balkon van Hotel Dobray in Murska Sobota. Daarmee maakte ze zich los van de Hongaarse Radenrepubliek. Tkálecz werd zelf president. Het republiekje werd alleen door Oostenrijk erkend en bestond tot 6 juni 1919, toen het door Hongaarse troepen werd ingenomen.
Het Verdrag van Trianon wees Prekmurje in 1920 toe aan het Koninkrijk van Serviërs, Kroaten en Slovenen, het latere Joegoslavië.